# 格拉登 (密蘇里州)
格拉登（英語：Gladden）是位於美國密蘇里州登特縣的非建制地區。

## 歷史
格拉登的郵局於1885年設立，其後於1972年停運。

## 地理
格拉登所處的海拔為高於海平面392米（即1286英呎），而該地所採用的時區為UTC-6，即北美中部時區（CST）。同時該地設有夏令時間，為UTC-6調快一小時，即UTC-5（CDT）。